# NGC 473
NGC 473 é uma galáxia espiral barrada (SB0-a) localizada na direcção da constelação de Pisces. Possui uma declinação de +16° 32' 42" e uma ascensão recta de 1 horas, 19 minutos e 54,9 segundos.
A galáxia NGC 473 foi descoberta em 15 de Outubro de 1784 por William Herschel.